# Pubblicazioni di Rat-Man

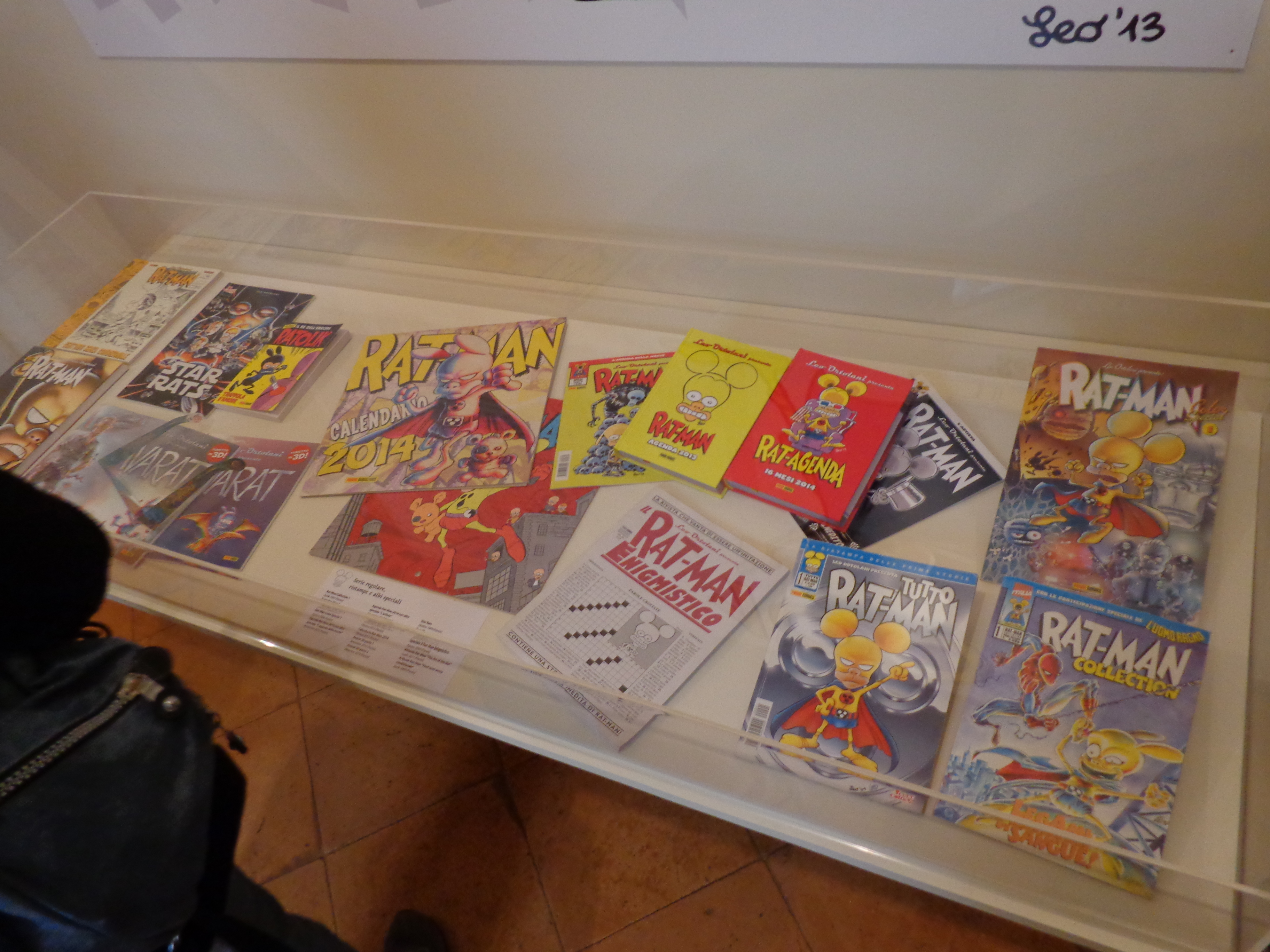
Una bacheca contenente diverse pubblicazioni di Rat-Man

Questa voce riguarda l'elenco delle pubblicazioni delle storie di Rat-Man, il personaggio dei fumetti creato da Leo Ortolani.

## Rat-Man
Rat-Man è stata la prima serie dedicata al personaggio, durata 12 numeri (più uno "Speciale Origini") in formato comic book spillato da novembre 1995 a settembre 1997. Venne autoprodotta dallo stesso Ortolani e pubblicata aperiodicamente da Edizioni Foxtrot (i primi tre numeri) ed Edizioni Bande Dessinée (i restanti nove).
Prima di questa serie, alcune storie erano già state pubblicate in varie riviste: una, intitolata semplicemente Rat-Man, era apparsa su Spot, supplemento alla rivista L'eternauta, nel giugno del 1990; altre due, ovvero Tòpin! The Wonder Mouse! e Dal futuro!, erano state pubblicate in due numeri della fanzine Made in USA. Le tre storie furono tutte ripubblicate nel corso della serie, ma furono "rivedute e corrette": presentano infatti modifiche sia nei disegni, che nella sceneggiatura (alla storia Rat-Man fu perfino cambiato il titolo, che divenne Le sconvolgenti origini del Rat-Man).
L'angolo della posta era intitolato Parole nella notte ed era curato dallo stesso Ortolani.

## Rat-Man Collection
Rat-Man Collection è una serie a fumetti edita dalla Panini Comics, incominciata nell'aprile 1997 come miniserie trimestrale di 4 numeri per ristampare le storie già pubblicate sulla rivista autoprodotta (includendo anche un team-up inedito con un personaggio Marvel in ogni numero). Visto il successo dell'iniziativa, Rat-Man Collection divenne una serie regolare dal n. 5 (marzo 1998) a cadenza bimestrale, comprendendo le nuove storie di Rat-Man e altre storie e serie di Leo Ortolani, come Venerdì 12, L'ultima burba o Gli intaccabili. Dal numero 16 la collana perse il termine "Collection" e da allora si intitolò semplicemente Rat-Man, ma è uso comune continuare a chiamarla per esteso o con l'abbreviazione "RMC" per evitare di confonderla con la precedente serie autoprodotta Rat-Man. La serie si è conclusa a settembre 2017 con il numero 122.

## Tutto Rat-Man
Tutto Rat-Man, anche abbreviata come TRM, è una collana di ristampe di Rat-Man Collection varata dalla Panini Comics in seguito alle richieste dei lettori che avevano perso i primi numeri di Rat-Man Collection, esauriti da tempo. Una precedente ristampa anastatica dei primi 4 numeri non aveva ottenuto un buon riscontro di vendite, quindi venne deciso di cominciare una nuova collana di ristampe in cui ogni albo accorpa due albi di Rat-Man Collection (con lo stesso formato 16x21 cm, ma 128 pagine); in questo modo è stato possibile attirare nuovi lettori a cominciare a comprare la serie dall'inizio. Le copertine invece sono inedite, disegnate da Leo Ortolani e colorate da Lorenzo Ortolani appositamente per l'uscita di Tutto Rat-Man.
La serie ha iniziato le pubblicazioni il 14 febbraio del 2002, inizialmente con cadenza bimestrale, per poi passare a una periodicità quadrimestrale a partire dal 2005 per non avvicinarsi eccessivamente al materiale originale. Nel giugno del 2007 è poi iniziata una ristampa per le fumetterie dei vari numeri non più disponibili, anch'essi però andati esauriti in poco tempo.
Tutto Rat-Man ha vinto nel 2004 il ComicUS Prize per la "miglior altra ristampa".

## Rat-Man Color Special
Rat-Man Color Special, soprannominato anche "Coloratto" (da un'idea del fumettista Clod), è una collana della Panini Comics che ristampa le storie di Rat-Man facendole colorare da esperti del settore (sotto la supervisione di Lorenzo Ortolani, curatore anche dei colori delle copertine). Si tratta dell'unico progetto regolare a colori di Rat-Man approvato da Leo Ortolani.
La serie, a periodicità irregolare, ha fatto uscire dall'agosto 2004 due o tre numeri ogni anno nel formato 18x26 cm e 64 pagine. Iniziata come collana sperimentale di 2 numeri, visto il buon riscontro di vendite a partire dal numero 11 è stata ufficializzata la cadenza delle sue uscite in 3 numeri annuali, nei mesi di giugno, agosto e ottobre.
Dopo i suoi esordi fumettistici in proprio in cui colorava le sue storie, Ortolani passò al bianco e nero: innanzitutto perché era più pratico ed era il formato utilizzato dai suoi editori; inoltre, avrebbe impiegato molto tempo a spiegare precisamente al colorista come avrebbe voluto i colori della storia (fece così ad esempio per una storia breve di Rat-Man, Star Rats - Il prescelto). Nel 2003 decise poi di tentare la colorazione delle storie di Rat-Man, scegliendo insieme al fratello Lorenzo e a Donald Soffritti lo stile da impiegare:
La prima storia provata fu La Gatta, colorata dallo stesso Lorenzo, e il buon risultato spinse alla continuazione del progetto. Venne quindi stipulato un Manuale del Coloratto, ovvero un insieme di regole da seguire per i coloristi:
1. non usare mai il verde (a questo proposito Ortolani ricorda la difficoltà nel colorare La minaccia verde da parte di Pamela Brughera, che dovette usare altre tonalità di colore per non usare il verde);
2. usare i colori base di ogni personaggio;
3. «la narrazione deve scorrere e il colore deve aiutarla, non rallentarla» (ad esempio, in una gag composta da più vignette con lo stesso sfondo, il colore di quest'ultimo non deve cambiare).

Inoltre, poiché le prime storie contenevano dei retini grigi utilizzati da Ortolani per dare profondità, è necessario che i coloristi li rimuovano al computer prima di cominciare la colorazione.

## Rat-Man Gigante
Rat-Man Gigante è la ristampa più recente di Rat-Man, un mensile nel formato spillato da 20x27,5 cm in bianco e nero e 64 pagine, che omaggia gli albi Giganti della Corno degli anni settanta. Al suo interno vengono ristampati tutte le storie di Rat-Man con articoli di approfondimento (i quali poi verranno ristampati in qualche modo per permettere a chi aveva comprato la Rat-Man Collection di poterli leggere senza doversi comprare anche il Gigante).
Venne annunciata a Lucca Comics & Games 2013, con il primo numero uscito a marzo 2014, contenente «le prime tre volte in cui è comparso Rat-Man»: Le sconvolgenti origini del Rat-Man (prima storia in assoluto), Rat-Man contro il Ragno! (prima storia sulla rivista autoprodotta Rat-Man) e Legami di sangue! (prima storia su Rat-Man Collection).

## I 1000 volti di Rat-Man
I 1000 volti di Rat-Man è una collana mensile di otto uscite iniziata a novembre 2015. Questa serie racchiude un piccolo volumetto e una statua del personaggio a cui è dedicato il già citato volumetto.
- I 1000 volti di Rat-Man n. 1, con la statua di Rat-Man, novembre 2015
- I 1000 volti di Rat-Man n. 2, con la statua di Granello, dicembre 2015
- I 1000 volti di Rat-Man n. 3, con la statua di Rat-800, gennaio 2016
- I 1000 volti di Rat-Man n. 4, con la statua di Spider-Rat, febbraio 2016
- I 1000 volti di Rat-Man n. 5, con la statua di Ratto, marzo 2016
- I 1000 volti di Rat-Man n. 6, con la statua di The Walking Rat, aprile 2016
- I 1000 volti di Rat-Man n. 7, con la statua di Wolverat, luglio 2016
- I 1000 volti di Rat-Man n. 8, con la statua di Rat-Trek, agosto 2016

## Albi speciali

### Inediti
- Rat-Man Speciale Origini!, ed. Foxtrot, marzo 1996[12]
- Rat-Man vs. Erinni: Il bacio della morte, supplemento a BD Comics n. 12, ed. Bande Dessinée, novembre 1997[13]
- Rat-Man Comiconvention, settembre 1998
- Star Rats, ed. Panini Comics, ottobre 1999
- Sapore di sale, ed. Cartoon Club, giugno 2001
- Il Signore dei Ratti, ed. Panini Comics, novembre 2004
- Star Rats - Episodio I, ed. Panini Comics, giugno 2005
- Il Rat-Man enigmistico, ed. Panini Comics, luglio 2009
- Avarat, ed. Panini Comics, novembre-dicembre 2010[14]
- Rat-Man - L'agenda della morte, ed. Panini Comics, agosto 2012[15]
- Allen, ed. Panini Comics, novembre 2012
- L'artista, ed. Panini Comics, agosto 2013[16]
- Ratolik, ed. Panini Comics, novembre 2013
- La salita!, ed. Panini Comics, agosto 2014[17]
- Star Rats - Episodio II, ed. Panini Comics, novembre 2014
- Star Rats - Episodio III, ed. Panini Comics, dicembre 2015
- C'è spazio per tutti, ed. Panini Comics, novembre 2017
- Ratboy, ed. Panini Comics, maggio 2018
- Luna 2069, ed. Feltrinelli Comics, ottobre 2019
- Star Rats: Stella, ed. Panini Comics, marzo 2020
- Star Rats: Il Male colpisce ancora!, ed. Panini Comics, aprile 2020
- Star Rats: La Maschera, ed. Panini Comics, maggio 2020
- Star Rats: L'ultima speranza, ed. Panini Comics, giugno 2020
- Star Rats: Minaccia dal passato, ed. Panini Comics, luglio 2020
- Star Rats: Il ritorno di Rat-Man, ed. Panini Comics, agosto 2020

### Ristampe
- Rat-Man il grande, ed. Panini Comics, giugno 1998
- Rat-Man contro i Supereroi, ed. Panini Comics, aprile 1999
- Rat-Man il mitico, ed. Panini Comics, giugno 1999
- Rat-Man, su I classici del fumetto di Repubblica n. 18, ed. Gruppo Editoriale L'Espresso, giugno 2003[18]
- Rat-Man - Superstorie di un supernessuno, ed. Rizzoli, giugno 2006
- 299+1, ed. Panini Comics, novembre 2009
- Rat-Man - Eroi per ridere, su 100 anni di fumetto italiano n. 8, ed. Rcs, novembre 2009[19]
- Il Grande Magazzi, ed. Panini Comics, maggio 2015
- Il prescelto!, ed. Panini Comics, agosto 2015[20]
- Ratto, ed. Panini Comics, luglio 2016
- The Walking Rat, ed. Panini Comics, novembre 2016
- Yellow!, ed. Panini Comics, agosto 2017
- La fine!, ed. Panini Comics, settembre 2017
- L'inconcepibile Rat-Man, ed. Panini Comics, luglio 2018
- L'inarrivabile Rat-Man, ed. Panini Comics, luglio 2019
- Star Rats - Origini, ed. Panini Comics, novembre 2019
- L'inafferrabile Rat-Man, ed. Panini Comics, luglio 2020

### Altro
- Rat-Man: Vent'anni senza condizionale, ed. Panini Comics, 2009[21]
- The Art of the Rat, ed. Panini Comics, luglio 2011[22]
- Rat-Con 2014, ed. Panini Comics, gennaio 2014[23]
- La notte dei ratti viventi, ed. Panini Comics, gennaio 2015[24]

## In altre lingue
Spagnolo
- Rat-Man (mensile in bianco e nero, ed. Sulaco Ediciones, 3 numeri, maggio-luglio 2001)[25]
- Rat-Man (trimestrale a colori, ed. Panini Comics España, 2 numeri, febbraio-maggio 2005)[25]
- Star Rats (numero unico a colori, Panini Comics España, novembre 2015)[26]

Esperanto
- Rat-Man (numero unico, ed. IEJ e JEFO, novembre 2007)[27]

Croato
- Rat-Man (cominciato come bimestrale e poi passato ad aperiodico, ed. Fibra, 8 numeri, giugno 2011-maggio 2013)[25][28]